# Ali Hewson
Pour les articles homonymes, voir Hewson.
Alison Hewson, née Alison Stewart le 23 mars 1961, est une militante et femme d'affaires irlandaise. Elle est l'épouse du chanteur et musicien Paul Hewson, dit Bono, du groupe de rock U2.
Élevée à Raheny, elle a rencontré son futur mari à l'âge de 12 ans à la Mount Temple Comprehensive School. Ils se sont mariés en 1982. En 1989, elle  a obtenu un diplôme en politique et sociologie de l'University College de Dublin (UCD). Le couple a quatre enfants et vit dans des résidences sur la côte au sud de Dublin, à Èze sur la côte d’Azur et à New York aux États-Unis. Elle a inspiré plusieurs chansons de U2, dont Sweetest Thing.
Ali Hewson s’est impliquée dans l'activisme antinucléaire dans les années 1990. Elle explique les effets durables de la catastrophe de Tchernobyl dans Black Wind, White Land, un documentaire irlandais sorti en 1993, et a travaillé en étroite collaboration avec l'activiste Adi Roche (en). Elle est mécène du Projet international pour les Enfants de Tchernobyl depuis 1994 et a participé à un certain nombre de missions d'aide dans les zones à forte radiation de la RSS d'Ukraine. Elle a également fait campagne contre Sellafield, l'installation nucléaire du nord de l'Angleterre. En 2002, elle a participé à l’envoi de plus d'un million de cartes postales demandant instamment la fermeture du site, aux responsables politiques britanniques et notamment le Premier ministre Tony Blair. À plusieurs reprises, des journaux à sensation ont évoqué Ali Hewson comme candidate potentielle à des postes politiques, y compris celui de président de la république d’Irlande, mais aucune de ces suggestions ne s'est concrétisée.
Par ailleurs, Ali Hewson est la cofondatrice de deux entreprises éthiques, la ligne de mode Edun (dont le nom est le verlan de « nude », nu en anglais) en 2005, et les produits Nude Skincare en 2007. La première, destinée à promouvoir le commerce équitable avec l'Afrique, a eu du mal à devenir une entreprise viable. Le conglomérat français LVMH a cependant réalisé d’importants investissements dans les deux sociétés en 2009.

## Jeunesse
Alison Stewart est née le 23 mars 1961. Elle est la fille de Terry et Joy Stewart. Elle a un grand frère, Ian, et un neveu Ross Stewart, qui est mannequin. Les deux vivent en Australie. La famille Stewart, qui résidait dans la banlieue de Raheny au nord de Dublin, a élevé ses enfants en tant que membres de l’église d’Irlande qui est la branche irlandaise de l’anglicanisme. Son père était un électricien autodidacte qui, selon Ali Hewson, «se remettait constamment en question». Sa mère, qui était femme au foyer, avait une carrière de secrétaire en tête pour sa fille.

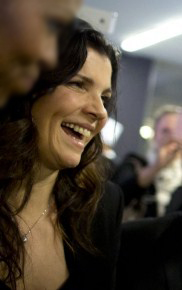

Alison a étudié à la Mount Temple Comprehensive School. À l'âge de douze ans, elle y rencontre Paul Hewson, d’un an plus âgé, qui était dans la classe supérieure. Celui-ci l'a draguée immédiatement, mais elle a d'abord gardé ses distances, le qualifiant de "an eejit" (idiot en gaélique irlandais) même si elle l'admirait secrètement. En septembre 1974, la mère de Paul, Iris, décède subitement, le laissant à la dérive émotionnellement et en conflit avec son père et son frère. Peu de temps après, Alison a commencé à prendre soin de Paul. Elle lui lavait ses vêtements, elle allait à l'école avec lui et cuisinait pour lui . En septembre 1976, Paul a rencontré les autres membres de ce qui allait devenir U2 . Les membres du groupe ont ensuite adopté des surnoms et Paul est rapidement devenu célèbre sous le nom de Bono. À peu près à la même époque, lui et Ali, diminutif sous lequel elle était désormais connue, ont commencé à sortir ensemble et sont rapidement devenus un couple stable,. Il a fallu un certain temps à Alison Stewart pour apprécier la musique du groupe, car ses propres goûts se tournaient plutôt vers les disques de Frank Sinatra et Nat King Cole que possédait son père.
À un moment donné, le couple s'est séparé, mais s'est rapidement reformé. La relation est devenue plus sérieuse lorsqu'Ali a accompagné Bono dans ses efforts pour percer dans l'industrie de la musique et, en 1979, ils ont commencé à parler du mariage, à condition que sa carrière soit établie. Entre-temps, elle a travaillé dans une compagnie d'assurance automobile et dans les affaires électriques de son père.

## Mariage et famille

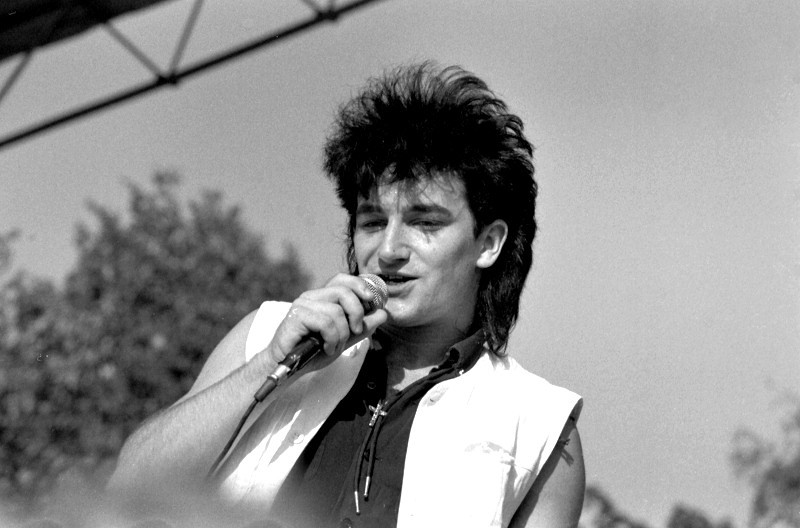
Bono lors d’un concert en Norvège le 21 août 1983, un an après son mariage avec Ali.

Alison Stewart a épousé Bono le 21 août 1982 lors d'une cérémonie célébrée selon le rite de l'église d'Irlande à l'église All Saints à Raheny. La cérémonie a combiné des rituels du protestantisme conventionnel et du groupe d'amitié Shalom auquel Bono, The Edge et Larry Mullen avaient appartenu. Adam Clayton, le bassiste de U2, était le témoin de Bono. Étant endetté vis à vis du label de U2, Island Records, le couple ne pouvait pas se permettre une lune de miel. Cependant, le fondateur d’Island, Chris Blackwell, leur a prêté le domaine de Goldeneye qu'il possédait en Jamaïque. De retour en Irlande, le couple a déménagé dans une petite « mews house » à Howth, qu'ils ont partagée avec le reste de U2.
Alors que le groupe gagnait en popularité avec le War Tour en 1983, Ali Hewson ne s'adaptait pas facilement à ce nouveau contexte. Après l'avoir vue avec le groupe dans une boîte de nuit branchée d'Hollywood, la journaliste Ethlie Ann Vare a dit qu'Ali avait l'air "hors de propos, comme une laitière dans un bordel ». Initialement, Ali voulait devenir infirmière mais elle a abandonné l’idée, car les études intenses requises auraient été incompatibles avec la tournure que la vie de son mari prenait. Au lieu de cela, elle s'est concentrée sur des études en sciences sociales, pour avoir la capacité à comprendre la politique sociale et à faire une différence pour les gens, semblable à ce que les soins infirmiers auraient permis. Selon la propre description de Bono, le mariage a connu une période de tension en 1986 en raison du temps accaparé par le groupe pour l’enregistrement de The Joshua Tree. Les tensions se sont poursuivies en 1987 lors de la tournée de The Joshua Tree Tour.
En 1989, Ali Hewson a reçu un diplôme en sciences sociales, politique et sociologie de l'University College Dublin à 28 ans, et surtout, elle a donné naissance à la première fille du couple, Jordan, le 10 mai (jour du 29e anniversaire de son époux), deux semaines avant ses examens finaux,. Le projet d’obtenir une maîtrise en éthique morale et politique a été mis en échec par la naissance de leur deuxième fille, Memphis Eve, en 1991. Deux fils, Elijah Bob Patricus Guggi Q et John Abraham, sont nés respectivement en 1999 et 2001. Se retrouver en famille monoparentale pendant les tournées de U2 était difficile à vivre pour Ali Hewson, mais elle trouve maintenant que Bono est utile même à distance.

## Activisme
À la fin de l’année 1985, après la participation de U2 au Live Aid, Bono et Ali Hewson ont passé cinq semaines comme bénévoles pour aider les gens à Ajibar pendant la famine de 1983-1985 en Éthiopie ,. Ali a vu des enfants sans biens et risquant de mourir. Malgré cela, à ses yeux, ils lui semblaient plus vivants spirituellement que les enfants d'Irlande qui avaient un confort matériel mais semblaient gâtées et ignorants spirituellement. En 1986, le couple s'est rendu dans des régions déchirées par les conflits au Nicaragua et au Salvador lors d'une visite organisée par l’organisation Central American Mission Partners,.

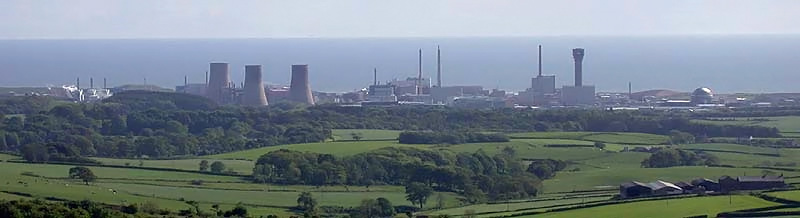
Vue ouest de Sellafield, avec la mer d’Irlande en arrière-plan.

En 1992, Ali Hewson a participé aux manifestations de Greenpeace contre l'usine de Sellafield de retraitement nucléaire, située de l'autre côté de la mer d'Irlande en Cumbria, en Angleterre. Elle était particulièrement opposée à l'ouverture d’une partie de l'usine de retraitement d'oxyde thermique en cours de construction. Elle était à bord du MV Solo, navire de Greenpeace, quand il a effectué un "raid" publicitaire au cours duquel les membres de U2 sont arrivés sur la plage en contrebas de l'usine avec des canots pneumatiques. Elle a cependant affirmé qu'elle n'était pas responsable de cette manifestation particulière.
Cette implication l'a amenée à s'intéresser à la catastrophe nucléaire de Tchernobyl en 1986. Après une demande de l'activiste Adi Roche, elle est allée dans des zones d'exclusion radiées et fortement rayonnées en Biélorussie pendant trois semaines pour ensuite témoigner dans Black Wind, White Land, le documentaire irlandais de 1993 diffusé sur RTÉ. Elle a souligné le sort des victimes des retombées de l'événement de Tchernobyl ,. Le magazine Hot Press a écrit qu’Ali Hewson avait "des dons évidents en tant que présentatrice, qui incluent un sentiment de compassion silencieuse qui tire le meilleur parti des gens avec qui elle parle." En revanche, une autre critique a déclaré que le documentaire était très efficace jusqu'à ce qu'elle commence à parler.

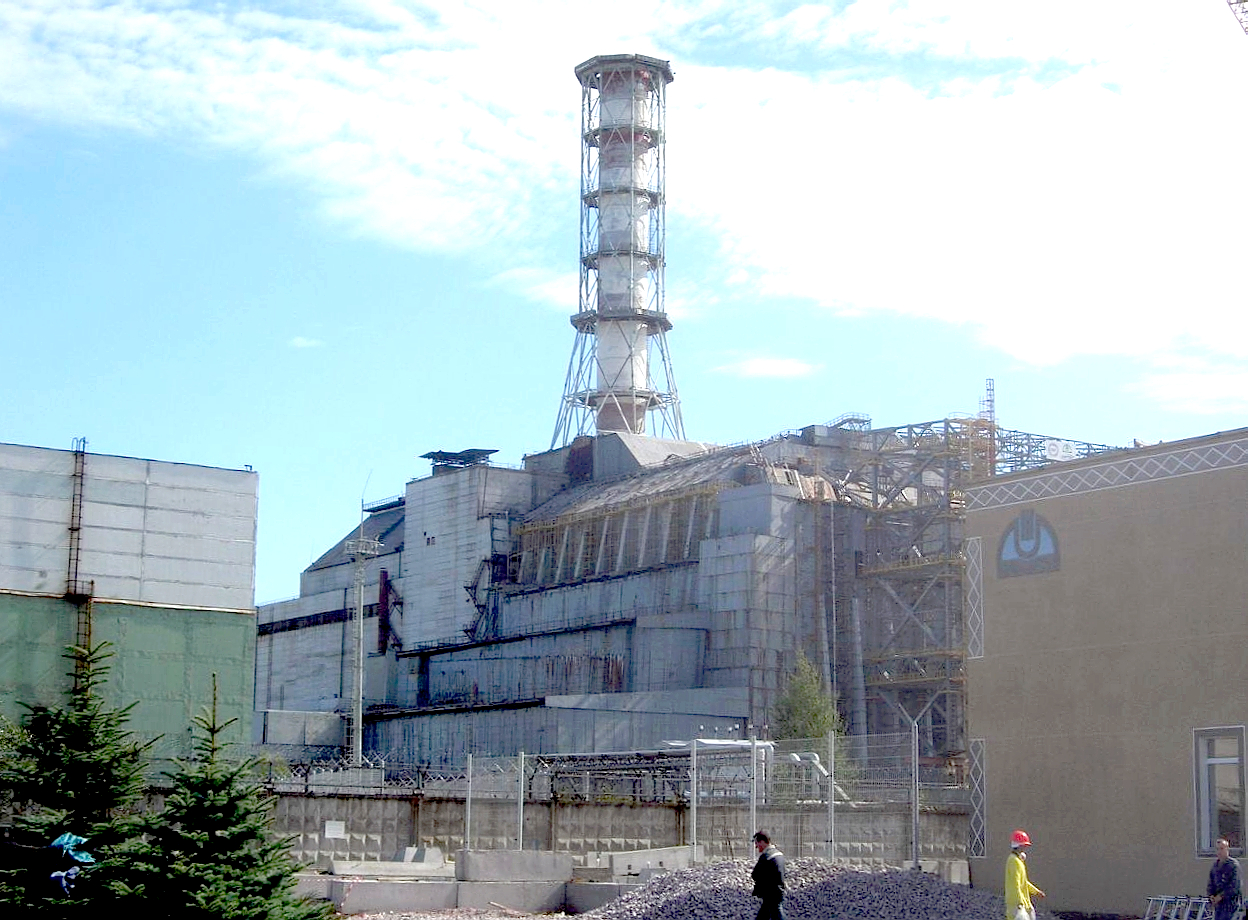
Centrale de Tchernobyl en 2003 avec la structure de confinement du sarcophage.

Depuis 1994, Ali Hewson est mécène du Chernobyl Children's Project International (abrégé en Chernobyl Children International en 2010), une organisation fondée et dirigée par Adi Roche qui travaille avec les enfants, les familles et les communautés qui continuent d'être affectées par Tchernobyl. Au fil des ans, Ali Hewson a effectué au moins dix voyages en Biélorussie et dans d'autres pays de la région malgré le risque pour sa santé ,,. Elle a organisé elle-même des convois d'aide terrestre et parfois conduit des ambulances remplies de fournitures médicales,. Dans un cas, elle a dû reculer rapidement lorsqu'un incendie s'est propagé dans un village à quelques kilomètres de Tchernobyl . Ali Hewson a veillé à ce que ses propres enfants rencontrent ceux de Tchernobyl avec des malformations congénitales et d'autres maladies, afin qu'ils aient une plus large appréciation du monde et de quoi être reconnaissants pour leur propre vie. Elle a déclaré que la collecte de fonds pour les personnes touchées est très difficile, étant donné que de nombreuses personnes pensent que les problèmes de Tchernobyl sont tous passés.
« "Je n'ai pas de compétence. Mon plus grand regret dans la vie est que je ne suis jamais devenue infirmière parce que j’aurais pu aller dans tous ces pays et aider vraiment dans la pratique et je suis vraiment restée coincée."
Elle était consciente dès le départ que sa situation la rendrait vulnérable aux remarques de style "dames qui déjeunent" (Ladies who lunch), parfois faites contre des femmes, mariées à des hommes riches et de haut niveau, qui se livrent à des activités caritatives. Mais elle a déclaré : "Les personnes qui critiquent ces femmes cèdent probablement au cynisme, et je pense que si vous devenez cynique à propos de la vie, vous en perdez le vrai sens.". En 2007, elle est devenue membre du conseil d'administration de Chernobyl Children's Project International, un rôle qui lui donne une voix dans l'élaboration des politiques de l'organisation. En 2009, elle a organisé une escalade publique de la tour Elysian de 17 étages à Cork pour lever des fonds pour l'organisation.
Elle est revenue sur le problème de Sellafield en 2002, notant que même si l'Irlande n'avait pas de centrales nucléaires, le Biélorussie avait été la région la plus touchée alors même que Tchernobyl ne s’y situait pas, et c'était "exactement ce qui pourrait arriver en Irlande en cas d'explosion à Sellafield.", En outre, elle craignait les faibles émissions en cours de Sellafield : "J'ai commencé à me demander à quel point il était sécuritaire pour les enfants de jouer sur la plage ou de nager dans la mer ou même de manger du poisson." Au lendemain des attentats du 11 septembre 2001, elle considérait également l'usine comme vulnérable par rapport au terrorisme.
En avril 2002, Ali Hewson a été l'un des chefs de file d'une action qui a livré plus d'un million de cartes postales exigeant la fermeture des installations de Sellafield. Les destinataires étaient le Premier ministre britannique Tony Blair, le prince Charles et Norman Askew, chef de la British Nuclear Fuels Limited,. (Le message commençait ainsi : "Tony, regarde-moi dans les yeux et dis-moi que je suis en sécurité.") Elle a personnellement remis une carte postale géante à Tony Blair au 10 Downing Street,. La campagne Shut Sellafield avait fait distribuer ses cartes postales dans les supermarchés Superquinn et Dunnes Stores. Ali Hewson a dénoncé publiquement Tesco quand ils ont refusé de faire de même . La campagne a été soutenue par des célébrités, dont Ronan Keating et Samantha Mumba, et Ali Hewson a fait de nombreuses apparitions dans les journaux et à la radio en son nom. C'était la première exposition prolongée d’Ali Hewson aux yeux du public, après deux décennies concentrée sur la préservation de sa vie privée. Mais son activisme continu signifiait également qu'elle ne serait plus toujours là pour ses enfants.
Alors que la campagne des cartes postales atteignait son apogée, les journaux tabloïdes ont spéculé sur l’hypothétique volonté du Parti travailliste de lancer Ali Hewson pour l’élection présidentielle irlandaise de 2004,, le Daily Mirror citant un initié du parti sans citer son nom : «Elle est une mère de quatre enfants, mais elle a toujours eu à cœur les problèmes mondiaux et elle ferait la candidate idéale." Le parti travailliste avait réussi avec sa candidate Mary Robinson aux élections de 1990 mais est arrivé quatrième avec Roche aux élections de 1997. Ali Hewson a déclaré qu'elle n'avait pas été approchée et que "ce n'est pas une proposition sérieuse. Ce serait évidemment un immense honneur si on me demandait d'assumer une tâche aussi énorme, mais d’un côté je ne suis pas sûr d'être qualifiée, et de l’autre j'ai quatre jeunes enfants à élever en premier." Elle a également exprimé sa satisfaction avec la présidente sortante Mary McAleese candidate pour un nouveau mandat. Elle a ajouté en plaisantant qu'elle ne pouvait pas voir Bono accepter de vivre dans une maison plus petite . Ali Hewson a reçu une mention dans les médias deux ans plus tard en tant que candidate potentielle du Parti social-démocrate et travailliste aux élections du Parlement européen de 2004 après la démission de John Hume. L’idée de sa candidature à la présidence irlandaise a refait surface en 2008 pour les élections de 2011. La chroniqueuse Fiona Looney (en) a écrit dans le Daily Mail que "si elle est certainement une femme décente et intelligente", le poste convenait mieux à une personne avec une expérience plus solide et une expérience diplomatique plus large. Ali Hewson a de nouveau hésité, disant qu'elle ne parlait pas assez bien la langue irlandaise, le gaélique, ajoutant cette fois avec humour qu'elle ne pouvait pas voir son mari disposé à marcher derrière elle lors d'événements. Le candidat que le parti travailliste a présenté, Michael D. Higgins, a finalement remporté le poste. Malgré cette spéculation, Ali Hewson se dérobe généralement aux commentaires politiques dans les médias.
Ali Hewson plaide depuis longtemps en faveur d'un musée pour enfants en Irlande, inspiré par une expérience positive que ses filles ont eue au Dallas Children's Museum (en) au milieu des années 1990. En 2003, des plans ont été annoncés pour construire la soi-disant station d'exploration dans le cadre d'un projet global de développement de 500 millions d'euros à Heuston Gate près de la Gare de Dublin Heuston. Le centre scientifique axé sur les enfants devait appartenir à la fiducie de bienfaisance du Irish Children's Museum, créée en 2006, avec Ali Hewson comme membre éminent du conseil d'administration dirigé par Danny O'Hare (en). Ali Hewson a déclaré : «Étant donné que nous sommes presque le dernier pays européen à ce sujet, nous pouvons apprendre des musées pour enfants déjà opérationnels et les développer.». Cependant, au cours des années suivantes, le centre des sciences a dû faire face à des coûts importants des dépassements dans les phases de planification et à une éventuelle enquête de la Commission européenne sur la manière dont l'Office des travaux publics avait géré l'attribution du marché pour celui-ci. Les effets de la crise financière de 2007-2008 ont ensuite mis un terme à l'ensemble du projet Heuston Gate. En août 2016, le site a finalement été fixé entre Earlsfort Terrace et les jardins Iveagh et, en octobre 2019, le poste de PDG a été annoncé.
En 2015, Ali Hewson a signé une lettre ouverte pour laquelle la Campagne ONE avait collecté des signatures. La lettre a été adressée à Angela Merkel et Nkosazana Dlamini-Zuma, les exhortant à se concentrer sur les femmes alors qu'elles dirigent respectivement le G7 en Allemagne et l'UA en Afrique du Sud, qui commenceront à fixer les priorités du financement du développement avant un sommet principal de l'ONU en septembre 2015 qui établira de nouveaux objectifs de développement pour la génération.

## Carrière de femme d’affaires
En 2005, Ali Hewson, Bono et le créateur Rogan Gregory ont fondé la marque de mode Edun. Celle-ci avait pour objectif d’apporter des changements positifs en Afrique par le biais d'une relation commerciale équitable plutôt que par une aide directe,. L’autre but du label était de donner un exemple éthique dans une industrie qui, selon eux, exploitait depuis longtemps le travail des enfants. Ali Hewson a dit qu'ils voulaient "montrer que vous pouvez créer une entreprise à but lucratif où tout le monde dans la chaîne est bien traité." Ali Hewson ne s'était pas particulièrement intéressée à la mode avant cet engagement,.
Ali Hewson a souligné qu’Edun devrait être rentable pour être considéré comme un succès. Malgré tout, la marque a eu du mal à atteindre cet objectif,. Ali Hewson a admis plus tard que Bono et elle avait été naïfs sur ce qu'il fallait faire pour réussir une entreprise de mode. Edun a rencontré des problèmes de qualité des marchandises et des délais de livraison de leurs fournisseurs africains, et la plupart des magasins qui commercialisaient initialement la ligne l'ont abandonnée,. La marque a perdu 9,7 millions d'euros en 2007 et 12,8 millions d'euros en 2008, souffrant comme le reste du secteur de l'habillement de la crise financière de 2007-2008.
Après que le couple ait investi 20 millions de dollars de ses propres fonds dans l'entreprise, ils en ont vendu 49% au conglomérat français LVMH en 2009,. Le nouvel Edun relancé a désigné Sharon Wauchob (en) comme son nouveau concepteur en chef. En 2010, la société avait externalisé une grande partie de la fabrication de sa nouvelle ligne de mode en Chine, générant des réactions négatives, tandis que les vêtements plus simples étaient encore fabriqués en Afrique,. Ali Hewson a déclaré que les réalités commerciales ont contraint cette action, mais qu'elle espérait que plus de travail pourrait être fait en Afrique à l'avenir. Ali Hewson a consacré beaucoup de temps à Edun, déclarant en 2011 : "Je pense que l'industrie de la mode est l'entreprise la plus difficile qui existe" et qu'en dépit des obstacles et des luttes, "vous continuez tout simplement". La situation est toutefois restée difficile et Edun a perdu 6,8 millions d'euros en 2011 et 5,9 millions d'euros en 2012. Le couple Hewson a déclaré que la société était dans une phase d'investissement et qu'ils étaient satisfaits du plan d'affaires stratégique en cours sur cinq ans.
Ali Hewson est également cofondateur, avec Bryan Meehan (en), de Nude skincare - une société de luxe de soins naturels pour la peau. Créée en 2007, l'entreprise cherchait à combiner des principes éthiques avec des emballages respectueux de l'environnement, tout en étant chic, avec un produit hautes performances à base de probiotiques et d'huiles oméga.
En 2009, Ali Hewson a intenté une action en justice en Angleterre contre Stella McCartney pour avoir sorti Stella Nude, une nouvelle version d'eau de toilette du parfum Stella, disant que cela équivalait à une violation du droit d'auteur de son propre soin de la peau nue,. Ali Hewson a perdu devant la Haute Cour lorsque le juge Floyd a statué contre elle.
« "Nous voulons qu'Edun soit un succès car plus la marque grandit, plus nous pouvons en faire sur le terrain.»"
En mars 2010, Louis Vuitton engage une campagne de publicité dénommée “Core Values” aux côtés d’Ali et Bono, militants de longue date dans la lutte contre l'extrême pauvreté et fondateurs de la marque éthique Edun. Les photos réalisées par Annie Leibovitz, imaginent le couple en explorateurs chics habillés de leurs créations, venant d’atterrir dans la savane africaine à bord d’un petit avion monomoteur. Ces images, sur lesquelles ont voit le couple marchant dans un vaste paysage, reflète leur longue relation avec l'Afrique et font écho au travail d'Ali qui tend à développer les relations de l'industrie textile avec ce continent. Pour aller plus loin dans son engagement, LVMH a partagé son savoir-faire pour créer un sac fruit de la collaboration Louis Vuitton/Edun, un Keepall 45 dans une série spéciale appelée Monogram Révélation, porté par Ali Hewson. Fabriqué en cuir marron à la main par Made, une entreprise kenyane d'accessoires de mode équitable qui s'efforce de fournir des emplois et de promouvoir le commerce éthique en Afrique. Il est frappé du monogramme gaufré Louis Vuitton et sa doublure intérieure porte une plaque avec l'inscription "Every journey began in Africa" («Chaque voyage a commencé en Afrique»). 
Avec son étui à guitare, Bono porte un sac de voyage étanche Keepall en toile Monogram. Antoine Arnault, responsable de la communication chez Louis Vuitton, a commenté : «Nous sommes ravis qu'Ali et Bono, qui n'avaient encore jamais participé à une campagne publicitaire, aient accepté d'être photographiés pour Core Values. Nous sommes très fiers de notre association avec Edun.» Le produit de la vente du sac Louis Vuitton/Edun a été reversé à TechnoServe en Afrique pour la Conservation Cotton Initiative et les programmes associés. Les frais d’Ali et de Bono pour le tournage ont également été versés à TechnoServe en Afrique pour la Conservation Cotton Initiative ainsi qu’aux programmes connexes et à Chernobyl Children International.
« "Ali a travaillé dur pour construire Edun à partir de zéro, et grâce au soutien commercial musclé de LVMH, cette jeune entreprise peut se renforcer, ce qui signifie une augmentation des affaires pour nos partenaires dans les pays en développement."
En février 2011, LVMH a acheté 70% des soins de Nude skincare. L'année suivante, Ali Hewson a déclaré que le fait de faire partie d'une société beaucoup plus grande leur avait donné des ressources en matière de recherche et développement qui leur manquaient auparavant ainsi qu’une approche plus ciblée du marketing. Elle a ajouté : "Il nous a fallu beaucoup plus de temps pour arriver ici que prévu. Mais nous avons encore de très grandes ambitions pour que la marque aille beaucoup plus loin." Ali Hewson elle-même a la peau pâle et les cheveux très foncés, porte peu de bijoux et a évité la chirurgie esthétique,. Le quotidien anglais Evening Standard a décrit le style d’Ali Hewson comme "l'antithèse du bling bling" et la chroniqueuse Amanda Brunker a écrit qu'à 50 ans son apparence attrayante "semble défier toutes les chances" étant donné son mode de vie trépidant.

## Ali Hewson et U2
« "Je me réveillais dans le lit en position fœtale et Ali me demandait :" Qu'est-ce qui ne va pas ? " Je lui répondais : «Je ne veux pas sortir du lit». Et elle disait : «Tu ne veux pas écrire, c'est ce que tu veux dire. ... Ali me jetait littéralement du lit le matin, me mettant le stylo à la main. "

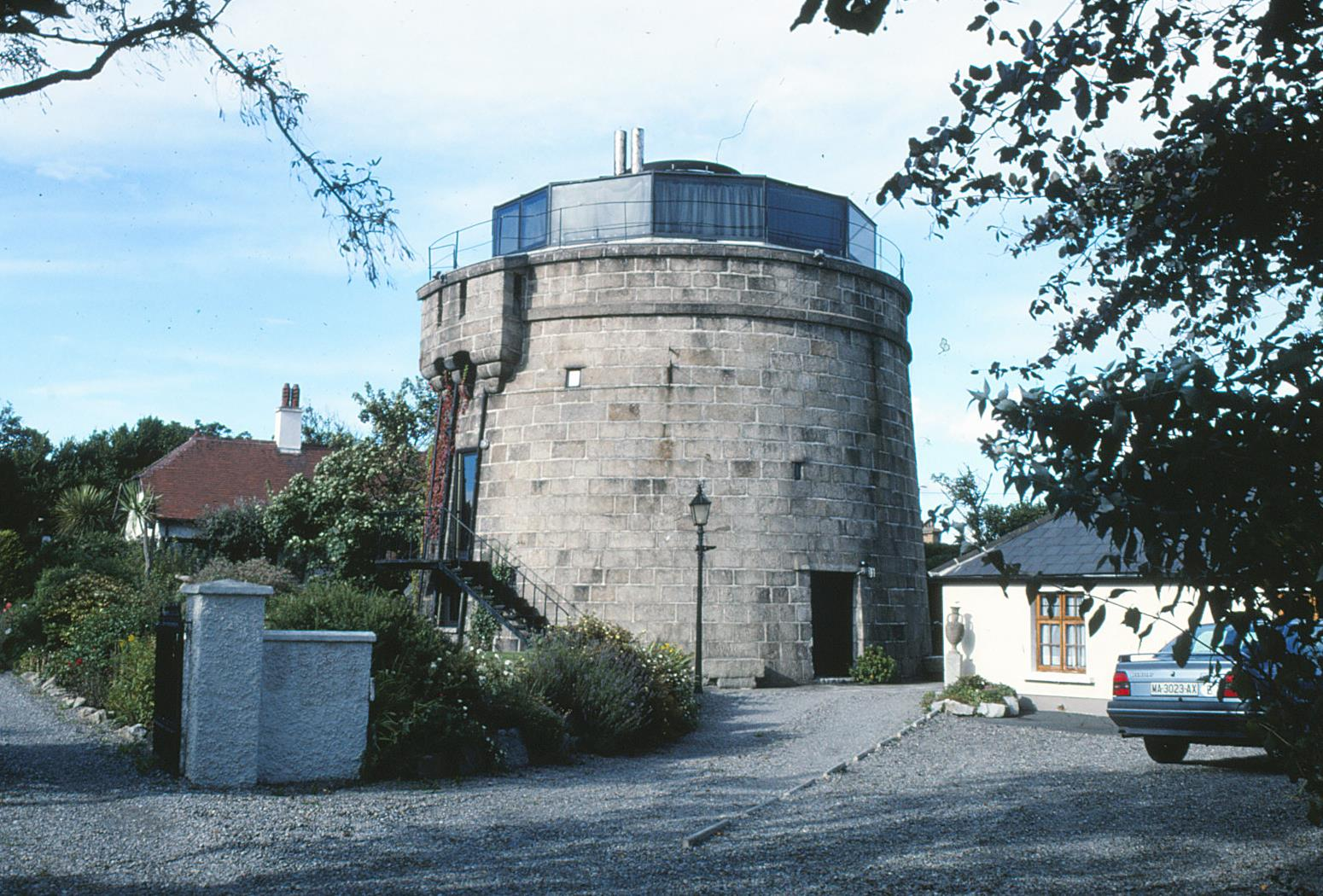
La tour Martello de Bray, transformée en résidence privée, où Bono et Ali ont vécu durant les années 1980.

Ali Hewson a servi d'inspiration, au moins partiellement, pour de nombreuses chansons de U2 écrites par Bono, à commencer par Another Time, Another Place de leur premier album Boy de 1980. Elle a aidé Bono à traverser une mauvaise période de «blocage de l'écrivain» pendant la période précédant l'album War de 1983, en particulier dans l’écriture des paroles de Sunday Bloody Sunday. Elle a également inspiré Bono sur les thèmes personnels abordés dans la chanson New Year's Day du même album. Celui-ci, ainsi que le War Tour qui l’a accompagné, ont apporté un succès financier au groupe. Bono et Ali Hewson ont alors emménagé dans une tour Martello à trois niveaux et trois pièces à Bray,. La chanson Promenade sortie en 1984 sur l’album The Unforgettable Fire reflète à la fois cet endroit et les aspects spirituels de son désir pour elle.
La chanson U2 Sweetest Thing a été écrite en cadeau pour Ali Hewson parce que Bono avait oublié son anniversaire lors de l'enregistrement avec le groupe des sessions de The Joshua Tree. Initialement sortie en face B en 1987, elle a ensuite été réenregistrée et sortie en single avec l'album de compilation The Best of 1980-1990 en 1998. Ali Hewson a accepté d'apparaître dans le vidéoclip du single si les bénéfices sont reversés au Projet pour les Enfants de Tchernobyl.
En 1988, Bono a écrit les paroles de la chanson All I Want Is You comme une méditation sur l'idée de l'engagement. Il a ensuite déclaré : «Il s'agit clairement d'une version plus jeune de moi-même et de ma relation avec Ali», et a ajouté que, par nature, il était un vagabond, pas un père de famille, et que «la seule raison pour laquelle je suis ici est parce que j'ai rencontré quelqu'un de si extraordinaire que je ne pouvais tout simplement pas laisser tomber. " Les paroles de U2 ont généralement plusieurs niveaux d'interprétation possibles. Mais il n'est pas toujours facile de leur attribuer définitivement l'influence d’Ali Hewson. Cependant, l'auteur de musique Niall Stokes (en) croit que cette inspiration provoquée par Ali Hewson est particulièrement prononcée tout au long de l'album Pop sorti en 1997, et plus spécialement sur Staring at the Sun, qui, selon lui, reflète son implication dans le Projet pour les Enfants de Tchernobyl et les sentiments de danger et d'espoir qu'il a déclenché chez Bono. Stokes croit également que la chanson When I Look at the World sortie en 2000 est une reconnaissance explicite de la force et de l'engagement d’Ali Hewson que témoigne son travail pour Tchernobyl. D'autres, en revanche, pensent qu'il s'agit plutôt de Jésus ou de Dieu. Bono a semblé détourner ces interprétations en disant que la chanson est en partie un regard dur sur lui-même, avec les yeux d'une personne qui perd la foi. En tout cas, Bono a dit qu'il ne se sentait pas contraint dans ses écrits ou ses interviews par ce que pourrait penser Ali, car "elle ne lit pas les journaux. Et n’écoute pas la radio. Il y a une distance mystérieuse entre nous.". N’étant pas connue pour être elle-même une personne musicale, Ali Hewson a interprété Telephone, la chanson de Lady Gaga, en duo avec son mari, pour faire une sérénade à leur fille Eve lors de la célébration de son 21e anniversaire dans un club de Las Vegas en 2012.

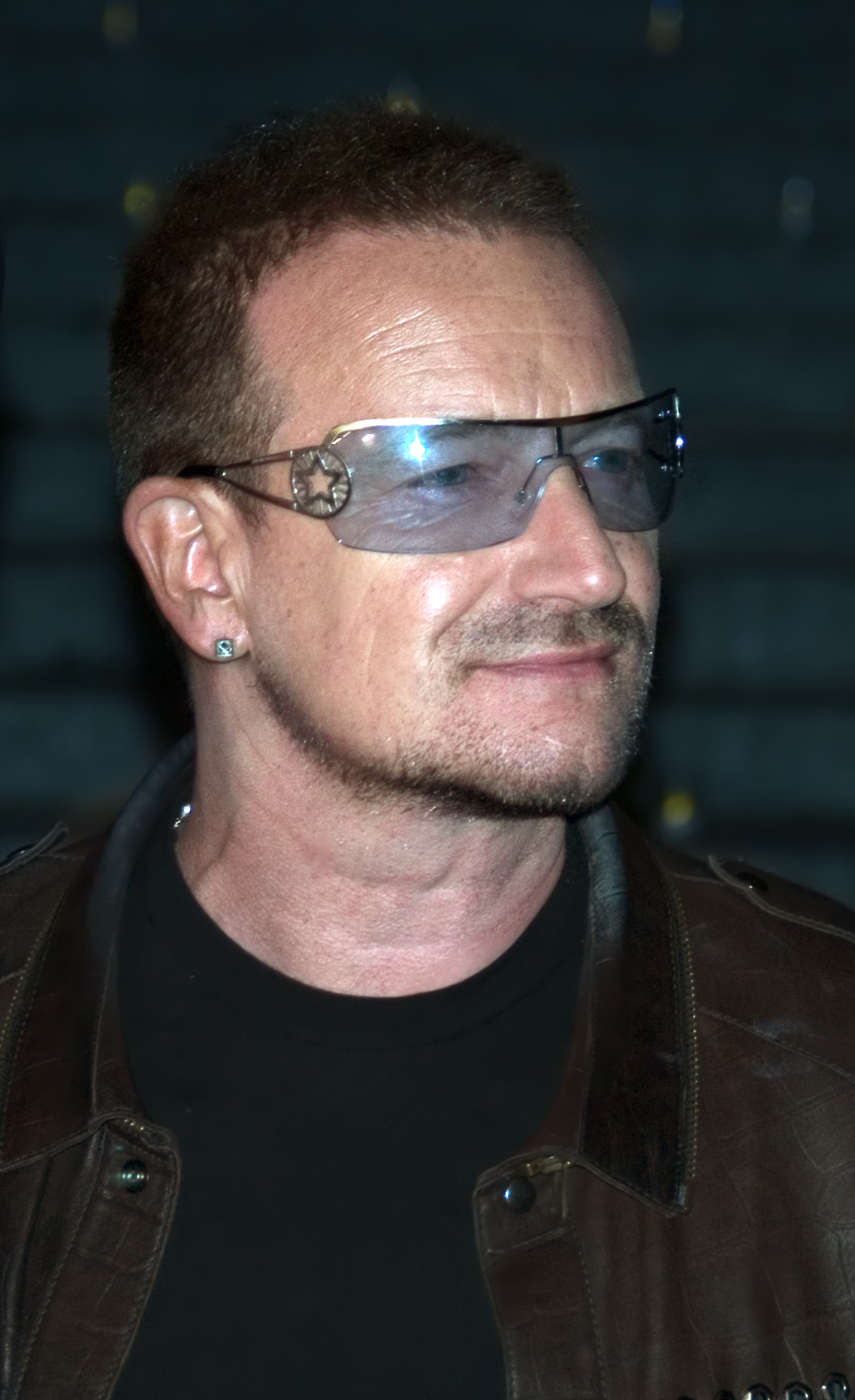
Ali Hewson a été le thème principal de plusieurs chansons écrites par Bono.

Ali Hewson et sa famille vivent à Killiney, dans le sud du comté de Dublin, dans un manoir situé sur un terrain qui surplombe la mer d'Irlande et qui a été agrandi par l'achat de la propriété adjacente,,. Bill Clinton et Salman Rushdie font partie de ceux qui y ont séjourné. Le couple est aussi propriétaire d'une villa de 20 pièces à Èze dans les Alpes-Maritimes dans le sud de la France, où Ali et Bono reçoivent souvent des célébrités. Ali Hewson, en particulier, est amie avec plusieurs mannequins, dont Christy Turlington et Helena Christensen, qu'elle met à contribution lors de la préparation d'événements caritatifs. Les voisins du couple à Èze ne sont autres que The Edge, le guitariste de U2, et son épouse Morleigh Steinberg, qui ont acheté la villa juste à côté. Enfin, Bono et Ali possèdent également un penthouse de 14,5 millions de dollars au San Remo dans l'Upper West Side de Manhattan, qu'ils ont acheté à Steve Jobs. En 2011, la fortune du couple s'élevait à 572 millions d'euros.

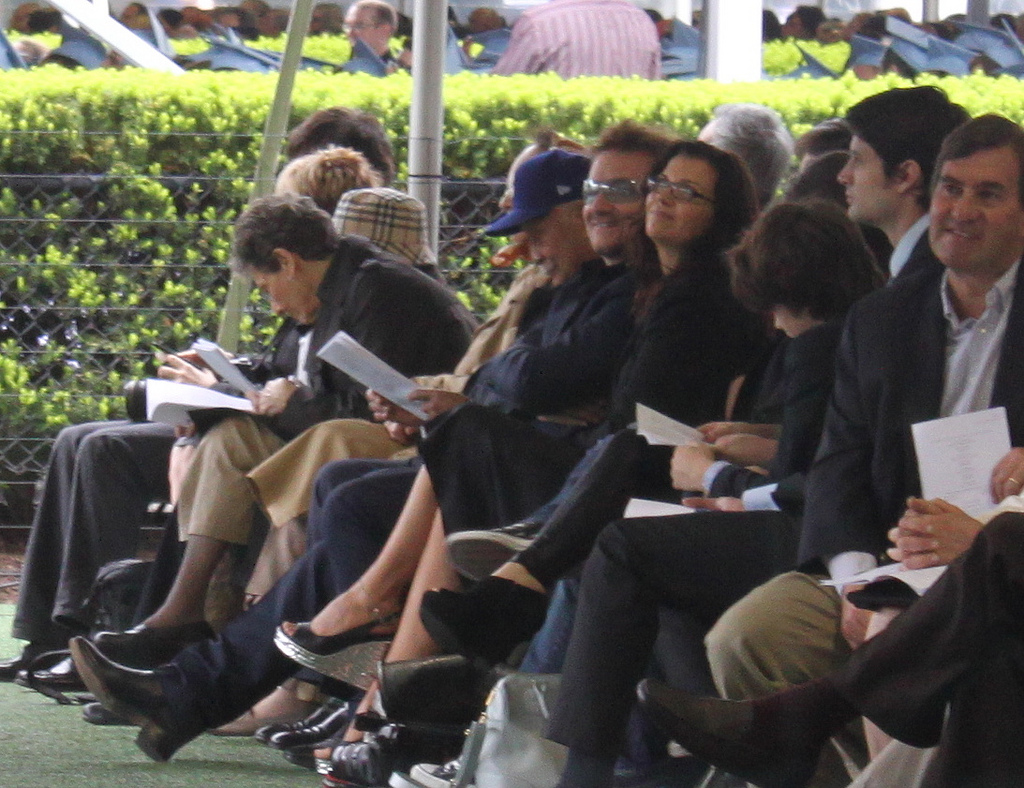
Bono et Ali Hewson lors de la remise de diplôme de leur fille en 2012.

Bien que Bono ait suscité des critiques assez diverses - certaines négatives - les jugements à propos d’Ali Hewson sont généralement positifs. Les gens la caractérisent comme étant terre à terre . Elle-même ne se considère "pas comme une épouse de rock star typique". Leur mariage a été considéré comme l'un des plus durables et des plus stables du monde du divertissement. Ali doit souvent gérer les conséquences psychologiques des longues absences de son mari lors des tournées et de sa réadaptation à la vie domestique ensuite. Après la longue tournée ZooTV de 1992–1993, pleine de surcharges sensorielles et de personnages alternatifs pour Bono, le couple a commencé à organiser des dîners le dimanche à la maison, afin d'établir un sentiment d'activités régulières et ordinaires,. La famille est également devenue un rendez-vous lors des messes dominicales à Killiney, avec un lien de christianisme toujours existant entre Ali et Bono. Elle a déclaré : "Je n'ai aucune envie d'être une star", voyant l'effet que l'attention publique a eu sur son mari et sur l'activiste Adi Roche. Même si elle n'aime pas être appelée la «femme de Bono», elle a dit : «[...] Je n'ai vraiment pas de gros problème avec ma propre identité, car je suis une personne très privée, donc j'ai toujours laissé Bono prendre le poids de tout ce qui se passait. Il est heureux de le faire, je suis très heureuse de faire mon propre chemin autour de ces choses."

## Prix et distinctions

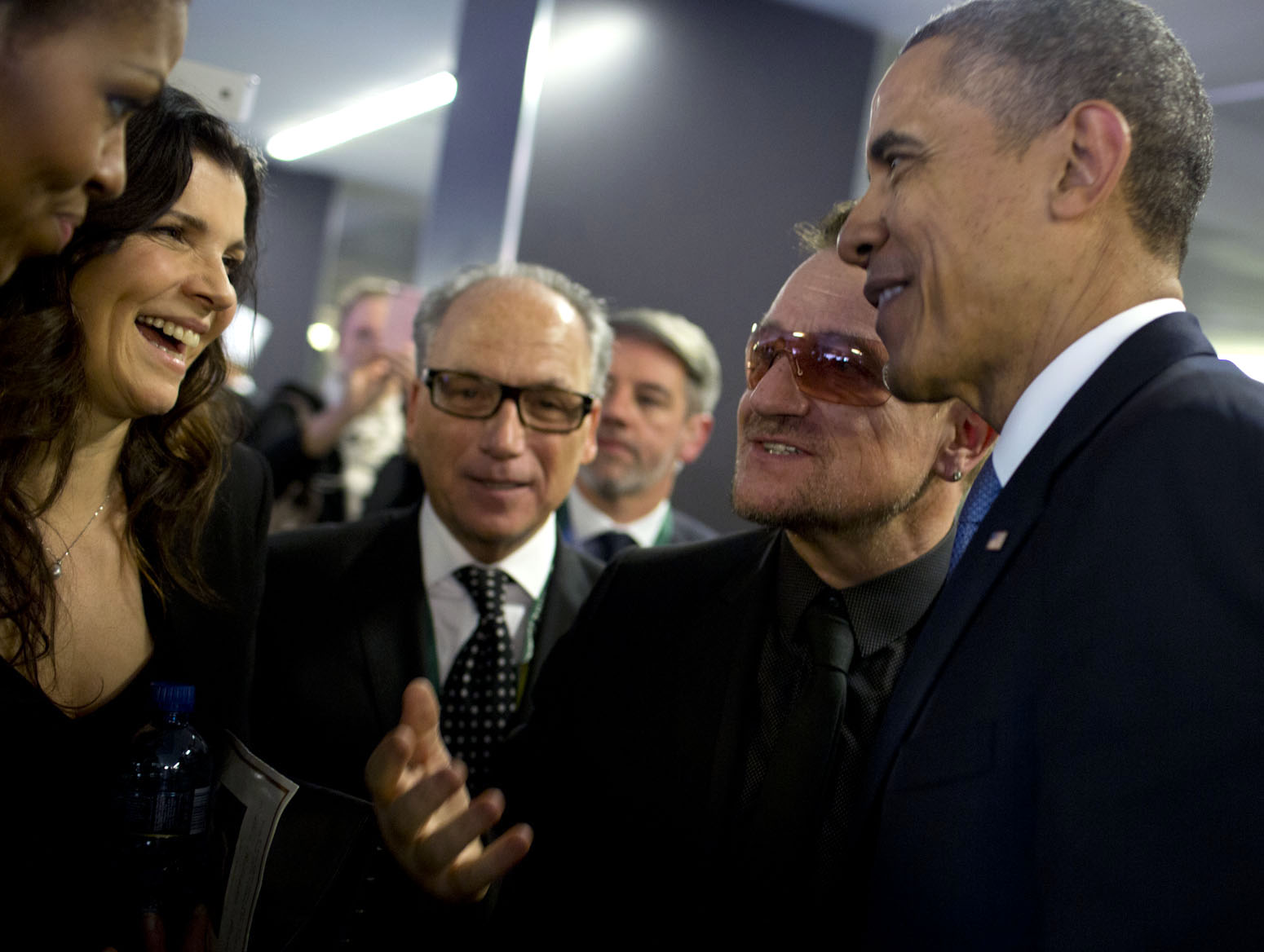
Ali Hewson (deuxième en partant de la gauche) avec Barack et Michelle Obama et Bono, avant la cérémonie à la mémoire de Nelson Mandela en 2013.

La chanson des Cranberries Time Is Ticking Out, sortie en 2001, a été inspirée à Dolores O'Riordan, la chanteuse et leader du groupe de Limerick, par le travail d’Ali Hewson avec le Projet pour les Enfants de Tchernobyl (Chernobyl Children's Project). Ali a également promu la sortie du single dont les bénéfices sont allés à Chernobyl Children International. 
 Le 29 juin 2002, Ali Hewson reçoit un doctorat honorifique en droit ("Contribution donnée à la société pour la protection des mineurs") de l'Université nationale d'Irlande de Galway pour son travail sur les questions environnementales, en particulier le Projet pour les Enfants de Tchernobyl,. 
« "Merci, je suis flattée. Cela me fera sourire en ces jours 'pas si sexy'!"
Bono et Ali Hewson ont reçu le prix d'hommage spécial du conseil d'administration du Council of Fashion Designers of America en 2007 pour leur travail humanitaire via la ligne de vêtements Edun. Ali Hewson a également été élue « autre moitié de célébrité la plus sexy » (Sexiest Celebrity Other Half) dans un sondage de 2008 par le site irlandais entertainment.ie.